# Mátyás király és a kolozsvári bíró
Mátyás király és a kolozsvári bíró egy Mátyás király-mesének és feldolgozásainak a címe. A mese a Magyar népmese-katalógusban az MNK 921 IV* jelzéssel szerepel.

## Keletkezése és elterjedése
Először Heltai Gáspár 1575-ben megjelent művében (Krónika az magyaroknak dolgairól) jelent meg. A mű Antonio Bonfini munkájának fordítása, ám egyes részeket, köztük a Mátyás királyról és a kolozsvári bíróról szóló történetet Heltai toldott be. Kiss András kolozsvári történész feltevése szerint Heltai esetleg annak a Szabó Ambrus nevű bírónak az esetét is felhasználta, aki Mátyás király kortársa volt, és akit hivatali visszaélései miatt a városi tanács 1491-ben halálra ítélt. A kolozsvári hagyomány három házat ismer a bíró házaként, amelynek udvarára az álruhás király a fát hordta: a főtéri Rósás-ház, a Pataki-ház a Deák Ferenc utcában, illetve az aranyműves-ház a Király utcában
Ugyan az álruhás király alakja más népek folklórjában is megjelenik, ennek a mesének nincs idegen nyelvű változata. Az 1700 körül kiadott Lyrum, larum, lirissimum című német nyelvű anekdotagyűjteménybe Heltai nyomán került be. A mese Benedek Elek és Tóth Béla 19. századi feldolgozását követően vált a magyar folklór részévé. A 20. században somogyi, szilágysági, kalotaszegi és csángó mesemondóktól is gyűjtötték. A mese egyik variánsát a vajdasági Piroson jegyezték fel.

## Cselekménye
Mátyás király paraszti ruhában bement Kolozsvárra, és leült a bíró házával szemben. Egy poroszló hamarosan beterelte a bíró házába fát vágni. Amikor a fizetség iránt érdeklődött, a poroszló megverte, és a bíró pedig lehordta. Mátyás szó nélkül vágta a fát, de három hasábra ráírta a nevét krétával. Harmadnanap megint megjelent a városban, királyi ruhában, és megkérdezte a bírót, hogy sanyargatják-e a szegényeket; a bíró nemmel válaszolt. A király a feliratokkal bebizonyította, hogy hazudik, és fejvesztésre ítélte. A poroszlót kezének levágásával és akasztófával büntette.

## Feldolgozásai
1807 és 1813 között többször játszották Pesten Andrád Elek A kolozsvári bíró (néha Mátyás király és a kolozsvári bíró) című négyfelvonásos érzékeny játékát. A darabot a székesfehérvári színtársulat is játszotta az 1820-as években.
1940-ben a Pásztortűz című folyóiratban jelent meg Szentimrei Jenő Mátyás király és a kolozsvári bíró című verse.
A Magyar Rádió 1970-ben Kiss Manyi, 1978-ban a szolnoki Szigligeti Színház művészeinek, 1986-ban Greguss Zoltán előadásában sugározta a történetet.
A Magyar Televízió 1971. május 6-án mutatta be Zolnay Pál rendezésében A kolozsvári bíró című filmjét. A főszerepeket Haumann Péter és Iglódi István játszották.
A Pannónia Filmstúdió kecskeméti stúdiója Mesék Mátyás királyról című, 1984-ben bemutatott rajzfilmsorozatának az 5. része dolgozza fel ezt a történetet.
A Békéscsabai Jókai Színház 2007-ben vitte színre Szente Béla és Gulyás Levente mesejátékát; ugyanezt a darabot az aradi Kamaraszínház is játszotta 2013-ban. A nagyváradi Szigligeti Színház Lilliput Társulata 2011-ben mutatta be Buda Ferenc bábjátékát.
A témát felhasználja Móricz Zsigmond Fillentő című elbeszélése is.